# گوتنبا ۱۰۱۴۱
سیارک ۱۰۱۴۱ (به انگلیسی: 10141 Gotenba، نامگذاری:1993VE) ده هزار و صد و چهل و یکمین سیارک کشف شده‌است که در ۵ نوامبر ۱۹۹۳ کشف شد.